# 春日宅成
春日 宅成（かすが の やかなり、生没年不詳）は、平安時代初期から前期にかけての官人・通事。姓は朝臣。官位は外従五位下・大隅守。

## 経歴
承和14年（847年）円仁が唐から日本への帰国を志した際、新羅人から船を買って渡海しようと算段した「春太郎」が宅成に比定され、仁明朝において渡唐経験があったと見られる。また、貞観5年（863年）の円珍に対する陳泰信の書状にある「播州少目春太郎」も同じく宅成のことと考えられている。また、中国人女性の間に宗健という子も儲けていたとされる。
清和朝から陽成朝にかけて約20年に亘り、記録に残っているだけでも、天安3年（859年）、貞観3年（861年）、貞観14年（872年）、貞観19年（877年）の都合4度渤海使に対する通事を務める。この間、播磨少目・園池正を務め、貞観14年（872年）までに位階は正六位上に至った。貞観19年（877年）宅成が渤海通事を務めた際、渤海大使・楊中遠が天皇に奉献するために持参した珍しい玳瑁の酒盃について、「昔大唐に行って多くの珍しい財宝を見たが、このような奇怪な物は見たことがない」との感想を述べている。
同年11月に外従五位下に昇叙され、翌元慶2年（878年）大隅守に任ぜられた。

## 官歴
『六国史』による。
- 時期不詳：大初位下
- 天安3年（859年） 2月9日：渤海通事
- 時期不詳：大初位上。播磨少目
- 貞観3年（861年） 正月28日：渤海通事
- 時期不詳：正六位上。園池正
- 貞観14年（872年） 正月6日：渤海通事
- 貞観19年（877年） 2月3日：渤海通事。11月21日：外従五位下
- 元慶2年（878年） 4月22日：大隅守